# Leo Pinsker

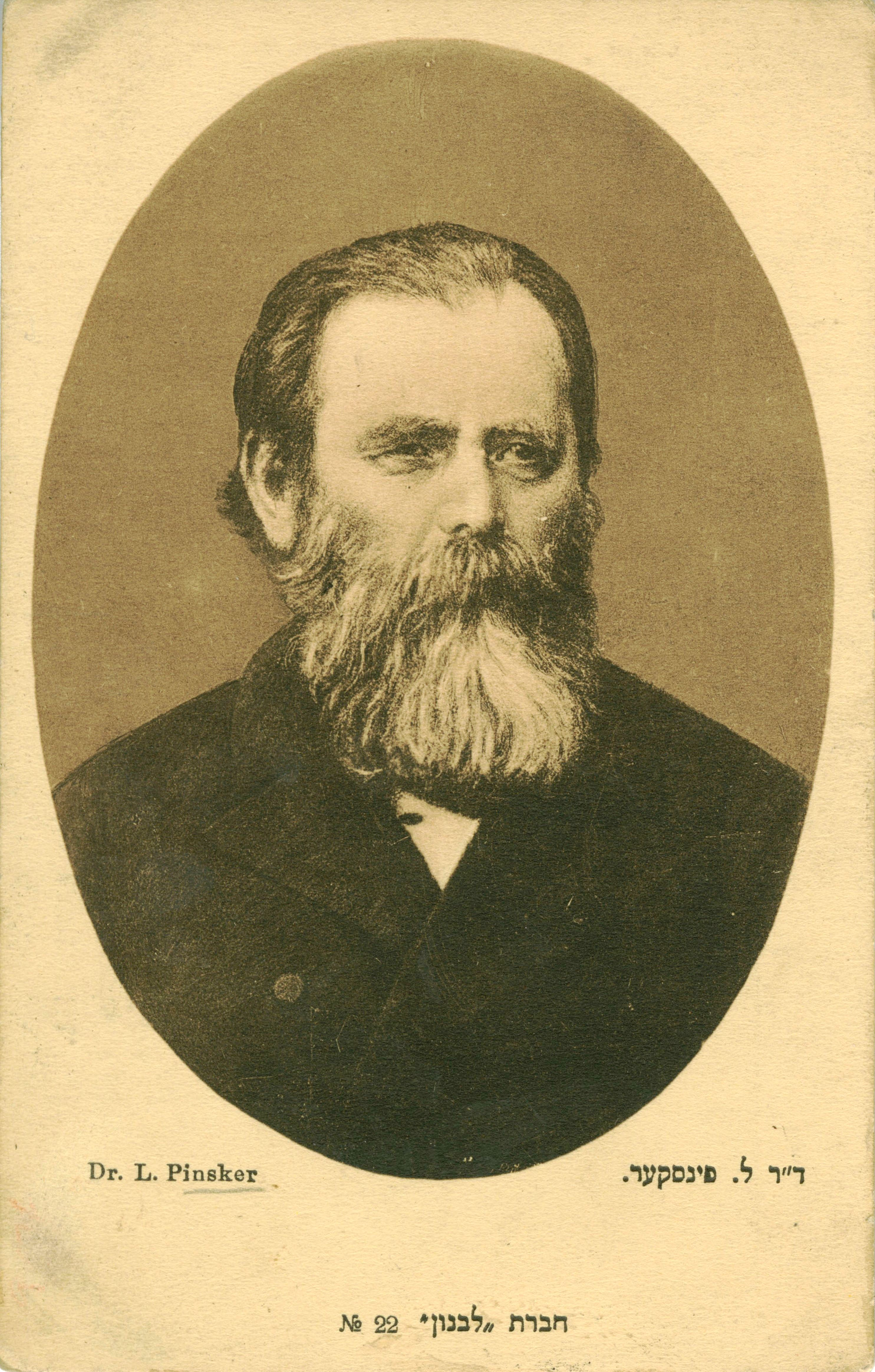
Leo Pinsker

Leo Pinsker född 13 december 1821 Tomaszów Lubelski, Polen, död 9 december 1891 i Odessa, Kejsardömet Ryssland (nuvarande Ukraina), var en rysk läkare och författare.
Pinsker, som  var jude, blev sionist på grund av de ryska pogromer 1870- och 1880-talet och såg sionismen främst som en försvarsaktion mot antisemitismen. Han vände sig bestämt mot varje strävan att knyta sionismen till Palestina utan tänkte sig närmast ett område i Nordamerika eller asiatiska Turkiet.
Han publicerade 1882 Autoemancipation där han hävdade att judarna behövde bli ett självständigt folk i en egen stat. Samma år flyttade 25 studenter från universitetet i Charkov till Palestina där de grundande en jordbrukskoloni, Rishon LeZion.